# Sombat Metanee
Sombat Metanee (tiếng Thái: สมบัติ เมทะนี; 26 tháng 6 năm 1937 – 18 tháng 8 năm 2022) là một diễn viên và đạo diễn người Thái Lan, người được vinh danh là nghệ sĩ quốc gia trong ngành nghệ thuật biểu diễn (điện ảnh-phim truyền hình) vào năm 2016.
Ông từng nắm giữ kỷ lục Guiness cho số lần xuất hiện nhiều nhất trên màn ảnh (với hơn 600 lần). Theo ước tính của bản thân, ông đã tham gia đóng hơn 2000 bộ phim và chương trình truyền hình, bao gồm cả lakorns (vở opera xà phòng Thái Lan). Là một diễn viên chính xuất sắc trong các bộ phim hành động, lãng mạn, phim hài và nhạc kịch ở đỉnh cao của sự nghiệp vào những năm 1960 và 1970, ông vẫn tiếp tục tham gia đóng phim điện ảnh và phim truyền hình, xuất hiện thường xuyên trên các chương trình trò chuyện và quảng cáo. Trong số những bộ phim sau này của ông có Tears of the Black Tiger và The Legend of Suriyothai.
Năm 2006, ông được bầu vào Quốc hội Thái Lan.
Metanee qua đời ngày 18 tháng 8 năm 2022 tại nhà riêng ở Bangkok, Thái Lan ở tuổi 85.